# Screamadelica
Albums de Primal Scream
Primal Scream
(1989) Dixie-Narco
(1992)
Screamadelica est le troisième album studio du groupe écossais de rock indépendant Primal Scream sorti le 23 septembre 1991 sur le label Creation Records.

## L'album
Le groupe est à l'origine de la fusion rock-dance par cet album. Il atteint la 8e place des charts en Grande-Bretagne. Le magazine Select le place à la 1re place des meilleurs albums des années 1990 et le déclare album de l'année 1991, NME (New Musical Express) le place, lui, à la 3e de son classement éponyme et à la 23e des 100 meilleurs albums de tous les temps. En 2006, le même magazine le classe à la 15e des meilleurs albums britanniques de tous les temps. En 2000, le magazine Q le place à la 18e de son classement des 100 meilleurs albums britanniques et en 2001, à la 81e du top 100 des meilleurs albums de tous les temps. Nommé ainsi dans divers classements du même type par de nombreux magazines, il fait partie des 1001 albums qu'il faut avoir écoutés dans sa vie.
Il sort la veille de la publication d'un autre grand album rock de la décennie, Nevermind de Nirvana.
En 2016, le chant de la chanson Come Together est samplé par Jean-Michel Jarre pour sa chanson As One co-créditée avec Primal Scream sur son album Electronica 2: The Heart of Noise.

## Liste des chansons
Toute la musique est composée par Bobby Gillespie, Andrew Innes et Robert Young, sauf mentions.
| No  | Titre                                              | Durée |
| --- | -------------------------------------------------- | ----- |
| 1.  | Movin' on Up                                       | 3:47  |
| 2.  | Slip Inside This House (Roky Erickson, Tommy Hall) | 5:14  |
| 3.  | Don't Fight It, Feel It                            | 6:51  |
| 4.  | Higher Than the Sun                                | 3:36  |
| 5.  | Inner Flight                                       | 5:00  |
| 6.  | Come Together                                      | 10:21 |
| 7.  | Loaded                                             | 7:01  |
| 8.  | Damaged                                            | 5:37  |
| 9.  | I'm Comin' Down                                    | 5:59  |
| 10. | Higher Than the Sun (A Dub Symphony in Two Parts)  | 7:37  |
| 11. | Shine Like Stars                                   | 3:45  |

### Musiciens
- Bobby Gillespie : chant
- Andrew Innes : guitare
- Robert Young : guitare, chant sur Slip Inside This House
- Martin Duffy : clavier, piano
- Henry Olsen : basse, guitare solo sur Damaged
- Phillip Tomanov : batterie, percussions
- Denise Johnson : chant
- Jah Wobble : basse